# Бануш Марія
Бануш Марія (народилася 10.10.1914, Бухарест) — румунська поетеса, член Румунської компартії.

## Життєпис
У 1937 році вийшла її перша збірка поезій «Дівочий край», яка містила інтимну лірику. Антифашистичні вірші, написані під час Другої світової війни, ввійшли до циклу «Пісня під танками» (1949). Післявоєнна творчість Бануш присвячена новій Румунії, боротьбі за мир і щастя народів (збірки «Моїм синам» (1949); «Відкрився світ» (1956); «Потік» (1959); «Діамант» (1965); «Фаюмський портрет» (1970) тощо). Також Бануш залишила собі п'єси «Великий день» (1949); «Закохані» (1954); «Заборонена магія» (1970). Деякі з віршів Бануш були перекладені на українську мову.